# Hannes Löhr
Johannes „Hannes” Löhr (ur. 5 lipca 1942 w Eitorf, zm. 29 lutego 2016 w Kolonii) – niemiecki piłkarz i trener piłkarski. Mistrz Europy z 1972. Brązowy medalista Mistrzostw Świata 1970. Reprezentant Niemiec. Długoletni zawodnik 1. FC Köln.

## Kariera piłkarska
Löhr zaczynał swoją karierę piłkarską w SV Eitorf 09. Następnie występował w Sportfreunde 05 Saarbrücken. W 1964 został zawodnikiem 1. FC Köln. Był jednym z najskuteczniejszych strzelców swojej epoki, w Bundeslidze rozegrał 381 spotkań i strzelił 166 bramek. W 1968 został Królem strzelców Bundesligi (27 trafień). Z 1. FC Köln zdobył trzy razy Puchar Niemiec w 1968, 1977 oraz w 1978, a w sezonie 1977/1978 wywalczył mistrzostwo Niemiec. W 1978 roku zakończył karierę piłkarską.

### Statystyki klubowe
| Klub                        | Sezon              | Liga                 | Liga  | Liga   | Puchar kraju | Puchar kraju | Europa | Europa | Suma  | Suma   |
| Klub                        | Sezon              | Liga                 | Mecze | Bramki | Mecze        | Bramki       | Mecze  | Bramki | Mecze | Bramki |
| --------------------------- | ------------------ | -------------------- | ----- | ------ | ------------ | ------------ | ------ | ------ | ----- | ------ |
| Sportfreunde 05 Saarbrücken | 1963/1964          | Regionalliga Südwest | 36    | 33     | 0            | 0            | –      | –      | 36    | 33     |
| Sportfreunde 05 Saarbrücken | Ogólnie            | Ogólnie              | 36    | 33     | 0            | 0            | 0      | 0      | 36    | 33     |
| 1. FC Köln                  | 1964/1965          | Bundesliga           | 17    | 5      | 1            | 0            | 4      | 1      | 22    | 6      |
| 1. FC Köln                  | 1965/1966          | Bundesliga           | 33    | 18     | 3            | 2            | 6      | 6      | 42    | 26     |
| 1. FC Köln                  | 1966/1967          | Bundesliga           | 32    | 13     | 4            | 0            | –      | –      | 36    | 13     |
| 1. FC Köln                  | 1967/1968          | Bundesliga           | 34    | 27     | 7            | 5            | 4      | 2      | 45    | 34     |
| 1. FC Köln                  | 1968/1969          | Bundesliga           | 20    | 7      | 1            | 0            | 4      | 3      | 25    | 10     |
| 1. FC Köln                  | 1969/1970          | Bundesliga           | 32    | 19     | 1            | 0            | –      | –      | 33    | 19     |
| 1. FC Köln                  | 1970/1971          | Bundesliga           | 24    | 8      | 9            | 9            | 6      | 0      | 39    | 17     |
| 1. FC Köln                  | 1971/1972          | Bundesliga           | 32    | 9      | 7            | 7            | 4      | 1      | 43    | 17     |
| 1. FC Köln                  | 1972/1973          | Bundesliga           | 28    | 10     | 9            | 8            | 4      | 5      | 41    | 23     |
| 1. FC Köln                  | 1973/1974          | Bundesliga           | 31    | 16     | 2            | 1            | 8      | 4      | 41    | 21     |
| 1. FC Köln                  | 1974/1975          | Bundesliga           | 33    | 11     | 3            | 1            | 9      | 5      | 45    | 17     |
| 1. FC Köln                  | 1975/1976          | Bundesliga           | 30    | 15     | 5            | 3            | 4      | 1      | 39    | 19     |
| 1. FC Köln                  | 1976/1977          | Bundesliga           | 27    | 7      | 8            | 3            | 3      | 1      | 38    | 11     |
| 1. FC Köln                  | 1977/1978          | Bundesliga           | 8     | 1      | 4            | 0            | 2      | 1      | 14    | 2      |
| 1. FC Köln                  | Ogólnie            | Ogólnie              | 381   | 166    | 64           | 39           | 58     | 30     | 503   | 235    |
| Ogólnie w karierze          | Ogólnie w karierze | Ogólnie w karierze   | 417   | 199    | 64           | 39           | 58     | 30     | 539   | 268    |

## Kariera reprezentacyjna
W reprezentacji RFN zadebiutował 22 lutego 1967 w wygranym 5:1 meczu towarzyskim z Marokiem. Podczas mistrzostw świata w 1970 wystąpił we wszystkich sześciu meczach RFN w turnieju, a z drużyną wywalczył 3. miejsce. Znajdował się w kadrze na mistrzostwach Europy w 1972. Do 1970 rozegrał w kadrze 20 spotkań i strzelił 5 bramek. W 1972 zakończył karierę reprezentacyjną.

## Kariera trenerska
Jako trener współpracował z niemieckim związkiem piłkarskim. W latach 1986–2002 był selekcjonerem reprezentacji Niemiec do lat 21. Na Letnich Igrzyskach Olimpijskich w Seulu 1988 z reprezentacją Niemiec (w jej składzie znajdował się m.in. Jurgen Klinsmann) do lat 21 zdobył brązowy medal i 3. miejsce .

## Sukcesy

### 1. FC Köln
- Mistrzostwo Niemiec: 1977/1978
- Puchar Niemiec: 1967/1968, 1976/1977, 1977/1978

### Reprezentacyjne
- Mistrzostwo Europy: 1972
- 3. miejsce na Mistrzostwach świata: 1970

### Trenerskie
- 3. miejsce na Igrzyskach olimpijskich: 1988

### Indywidualne
- Król strzelców Bundesligi: 1967/1968 (27 goli)